# Sēlpils

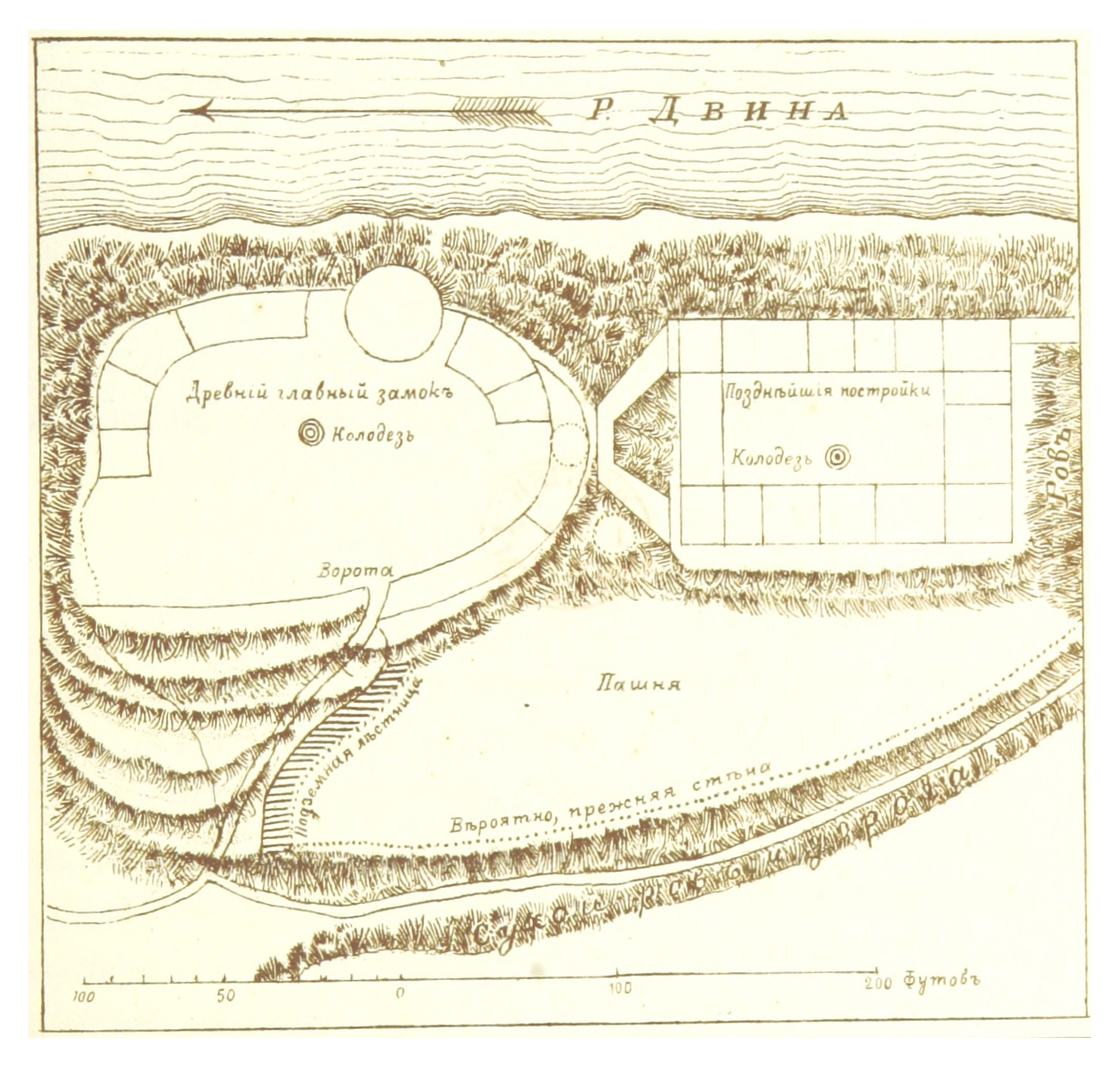
Castrum Selonum (1880)

Sēlpils vagy Sēļpils (latinul: castrum Selonum, vagyis a szelének vára, németül: Selburg) a katonai és politikai központja volt az ősi Sēlijának, egy balti területnek, amely a mai Litvánia északi és a mai Lettország déli részén, a zemgalok földjének keleti részén, nagyrészt a Daugava folyó bal partján terült el.
Régészeti bizonyítékok azt mutatják, hogy Sēlpils, 17 kilométerre északkeletre a mai Jēkabpilstől, a 10. és a 13. század között fontos település volt. A szeléneknek és litván szövetségeseiknek a Latgalliába és Livóniába vezetett támadásaikhoz szolgált bázisul. Először Henrik Livónia krónikája tett róla említést, amely leírja, hogy a Kardtestvériség és megkeresztelkedett livón szövetségesei miként foglalták el 1208-ban. Rövid ideig a szelének egyházmegyéjének székhelye is volt (1218–1226), majd a Kardtestvériség fennhatósága alá került, amely erődítmények sorát emelte itt. Ezeket azonban 1704-ben a svédek az északi háborúban lerombolták, így ma már csak a nyomai láthatók a hajdani erősségeknek.